# Rebecca Lancefield
Rebecca Craighill Lancefield (5 de enero de 1895 – 3 de marzo de 1981) fue una prominente y reconocida microbióloga estadounidense. Entró al Instituto Rockefeller de Investigación Médica en Nueva York en 1918, y fue profesora de ese Instituto durante su larga carrera. Sus trabajos comprenden más de 50 publicaciones durante 60 años.
Su principal logro fue el sistema de clasificación serológica de bacterias del género Streptococcus, basado en ciertos antígenos de membrana presentes en las especies de dicho género. Este sistema de clasificación es usado internacionalmente hoy en día.

## Biografía
Nació en Fort Wadsworth, Staten Island, Nueva York. Estudió en Wellesley College, Massachusetts y la Universidad de Columbia, Nueva York. En Columbia, obtuvo su doctorado en 1925. Luego se convirtió en profesora de microbiología en la Universidad de Columbia de 1958 a 1965. En 1943, fue la segunda mujer en ser presidenta de la Asociación Americana de Bacteriólogos. En 1961, se convirtió en presidenta de la Asociación Americana de Inmunología, la única mujer en ser presidenta de esa asociación. En 1970 fue elegida para la Academia Nacional de Ciencias. En 1973 fue recibió un doctorado Honoris Causa en Ciencias, por la Universidad de Columbia.

## Clasificaciones
- Grupo A - Streptococcus pyogenes
- Grupo B - Streptococcus agalactiae
- Grupo C - Streptococcus equisimilis, Streptococcus equi, Streptococcus zooepidemicus, Streptococcus dysgalactiae
- Grupo D - Enterococci, Streptococcus bovis, Streptococcus gallolyticus, Streptococcus infantarius
- Grupo E - Streptococcus milleri, mutans
- Grupo F - Streptococcus anginosus
- Grupo G - Streptococcus canis, Streptococcus dysgalactiae
- Grupo H - Streptococcus sanguis
- Grupo L - Streptococcus dysgalactiae
- Grupo N - Lactococcus lactis
- Grupo R&S - Streptococcus suis
- otras especies Streptococcus fueron clasificadas como "no Streptococci de Lancefield "